# Christophe Mory
 (mars 2010).
Si vous disposez d'ouvrages ou d'articles de référence ou si vous connaissez des sites web de qualité traitant du thème abordé ici, merci de compléter l'article en donnant les références utiles à sa vérifiabilité et en les liant à la section « Notes et références ».
Christophe Mory est un écrivain français, conférencier, chroniqueur, animateur de radio, né à Paris le 15 avril 1962.
Il a exercé des fonctions de responsable de communication notamment à la Bibliothèque nationale de France. Ancien producteur à Radio France, il a collaboré à diverses publications (Le Monde de la musique, Crescendo, Dictionnaire des mythes contemporains, Dictionnaire des mythes féminins,  Magazine Littéraire, Le magazine des Livres...). Pour Artpassions revue suisse d'art et de culture, il a interviewé entre autres Karl Lagerfeld, Pierre Soulages, Frédéric Mitterrand, Ernst Beyeler, Andrée Putman, etc. Il est l'auteur d’essais, de romans, de théâtre, de chroniques sur Radio Notre-Dame et sur Cap 24. Directeur de collection chez Desclée de Brouwer, il a animé un des trois ateliers d'un module sur la fiction aux Cours de civilisation française de la Sorbonne (cours destinés aux étrangers, organisés par la Fondation Robert de Sorbon).
De 2011 à 2019, Christophe Mory a dirigé la Librairie théâtrale et ses éditions : l'Œil du Prince, Art & Comédie, les éditions de la Librairie théâtrale. Animateur de l'émission A l'Œil du Prince sur Radio Notre-Dame (100.7) pendant onze ans, il a animé l'émission Des pièces et des livres sur la chaîne théâtre et chroniqué l'actualité théâtrale sur BFM Business.
Au printemps 2017, sa pièce La Passation est créée par Pierre Santini et Éric Laugérias mis en scène par Alain Sachs au Théâtre des Feux de la Rampe pour 60 représentations. À la suite d'un accident de la circulation (août 2017) et une hospitalisation de dix-huit mois, il s'adonne à la lecture théâtrale, encouragé par Jean-Luc Jenner. Lectures de Maupassant, de Tchekov puis une adaptation de l'Œuvre d'Émile Zola pour deux voix (créée avec Marion Lahmer) au Festival de l'Ile aux moines, donnée au festival d'Avignon (Théâtre Pierre de Lune, La Luna) en juillet 2021 et 2022, au théâtre de la Huchette (juin 2022).
Depuis janvier 2022, il anime l'émission quotidienne Culture club à Radio Notre Dame avec une équipe de chroniqueurs (Stéphane Coviaux, Guillaume Sébastien, Mélina de Courcy, Cécilia Dutter, Marie-Noëlle Tranchant, Dominique Borde, Bernard Médioni, Jean-François Rode, Jean-Luc Jeener, Nadir Hammaoui...).
En 2003, il a été fait chevalier des Arts et des lettres, et officier en 2010.

## Publications
- Paris, 1778 ou Détester Mozart (drame), Éditions Art & Comédie, 2003
- La Passion de l’art, entretiens avec Ernst Beyeler, Gallimard, 2003
- Les Sauvages (comédie), Éditions Art & Comédie, 2004
- La Maladie des autres (roman), Éditions du Rocher, 2004
- Charles de Foucauld (biographie), Pygmalion, 2005 (réédité en 2022)
- Casta Diva (roman), Éditions du Rocher, 2005
- Le Mystère Schubert (essai), Buchet-Chastel 2006
- Molière (biographie), Gallimard coll. Foliobiographie, 2007
- Les Exilés de l'Archipel (roman), Éditions du Rocher, 2007
- Certif's (comédie), éditions Art & Comédie, 2008
- Jean-Baptiste de La Salle. Rêver l'éducation, Pygmalion, 2010
- Déconnexions (roman), Pascal Galodé Éditeurs, 2010
- Et reposez-vous un peu (récit), Desclée de Brouwer, 2011
- Les Décorés, en collaboration avec Vincent Wackenheim, éditions Art et comédie, 2011.
- Marquise ou la vie sensuelle d'une comédienne (biographie-roman), Editions du Moment, 2012.
- Saint Christophe, la légende vraie et démesurée (récit), Salvator, 2014
- Les Perruches, (comédie) éditions de l'Œil du Prince, 2014.
- Sans Brigitte, il n'y a plus d'après (chroniques), Riveneuve/Archimbaud, 2015
- La Passation, Comédie en deux temps trois mouvements. Edition de l'Œil du Prince, 2015.
- Le Roman de la Luna, histoire d'un théâtre d'Avignon. L'Harmattan, 2020.
- J'Excuse, d'après l'Œuvre d'Emile Zola. L'Harmattan, 2021
- Marquise, la Comédienne sensuelle de Molière, Balland, 2022
- Molière, le Chrétien malgré lui, Salvator, 2022
- Des contes énervés, Editions de L'Harmattan, 2023